# Он пошёл один
Он пошёл один — немецкий фильм производства киностудии «ДЕФА», политический детектив. Продолжение историй про частного детектив Вебера.

## Сюжет
1960-е годы. Гамбург.
Частному детективу Веберу поступает звонок от его старого приятеля — комиссара Шоппенгауэра (Ханс-Иоахим Ханиш). Вместе они приезжают в Рендсхаген для расследования похищения у некоего Херберта Гердтса (Клаус Пионтек) фото-документов, обличающих бывших солдат СС. Вебер договорился с ним о встрече, но приезжая в отель, обнаруживает Гердтса убитым. Пойманный на месте преступления первым, Вебер становится главным подозреваемым. Вопреки запрету полиции, он начинает на свой страх и риск собственное расследование…

## Роли исполняли
- Вернер Тёльке — частный детектив Вебер
- Ханс-Иоахим Ханиш — комиссар Шоппенгауэр
- Елена Жигон — Жаннет Мессемер
- Хорст Дринда — адвокат Петер Фрезе
- Клаус Пионтек — Херберт Гердтс
- Харри Хиндемит — доктор Вок
- Херберт Кёфер — доктор Шлихтинг
- Эрих-Александер Виндс — доктор Ландгут
- Хайнц Хинце — советник уголовной полиции Драхвиц
- Вальтер Никлаус — Шмидт
- Франк Михелис — человек, копавший яму
- Хайнц Шольц — хозяин отеля

## Роли озвучивали
Фильм дублирован на студии «Мосфильм».
Режиссёр дубляжа — Н. Юдкин
Звукооператор — Ю. Булгакова
В советском прокате роли дублировали:
- Николай Александрович — Вебер
- Олег Мокшанцев — Шоппенгауэр
- Борис Кордунов — адвокат Петер Фрезе
- Лариса Данилина — Жаннет Мессемер, женские роли
- Григорий Шпигель — хозяин гостиницы в Рендсхагене
- Сергей Курилов — доктор Вук
- Николай Граббе
- Алексей Алексеев — доктор Шлихтинг
- Анатолий Кузнецов
- Аркадий Толбузин
- Алексей Сафонов — Херберт Гердтс, эпизодические роли

## Факты
- Как и в случае с предыдущем фильмом о Вебере — «Мертвые не говорят», который также транслировался в советском прокате, после выхода фильма исполнителем главной роли и соавтором сценария Вернером Тёльке была написана книга с таким же названием — Er ging allein, вышедшая в СССР.